# Región de Hawke's Bay
Hawke's Bay (en maorí: Heretaunga) es una región de Nueva Zelanda. Hawke's Bay es reconocida en el mundo por sus excelentes vinos. El Consejo regional se encuentra tanto en las ciudades de Napier como Hastings.

## Población
La superficie de esta región neozelandesa es de unos 153.400 kilómetros cuadrados, con una población total de 14.111 personas (según el censo del año 2002), mientras que su densidad poblacional es de unos once habitantes por kilómetro cuadrado aproximadamente.

## Geografía
La región está situada en la costa oriental de la Isla Norte. La región lleva el antiguo nombre de lo que hoy es la bahía de Hawke, una gran bahía semicircular se extiende por 100 kilómetros del noreste al suroeste de la península Mahia hasta el Cabo de los secuestradores.
La región de Hawke's Bay incluye la tierra costera, con varias colinas, alrededor de la bahía norte y la bahía central, las llanuras inundables del río Wairoa en el norte, las amplias y fértiles llanuras alrededor de Hastings en el sur, y un interior montañoso que se extiende hasta las cordilleras de Kaweka y Ruahine.
Los límites de la región varían un poco de los antiguos límites de la provincia de Hawke's Bay, y algunos pueblos de la Región de Manawatu-Wanganui al suroeste, como Dannevirke Woodville y tienen una asociación histórica con esta región.
Un hecho trivial es que la región tiene una colina con el nombre más largo en Nueva Zelanda, y el más largo del mundo según el Libro de Record Guinness de 2009, el nombre es el siguiente: Taumatawhakatangihangakoauauotamateaturipukakapikimaungahoronukupokaiwhenuakitanatahu, es una colina del sur de la Bahía de Hawke, no lejos de Waipukurau.
- Datos: Q251825
- Multimedia: Hawke's Bay Region / Q251825